# Ferdowsi
Abū-l-Qāsim Manṣūr ibn Ḥasan al-Ṭūṣī, (en persan : أبو القاسم منصور بن حسن طوسی) surnommé Ferdowsi (en persan : فردوسی) (transcrit aussi Ferdowsî, Firdawsi, Ferdawsi, Firdousi, Ferdousi ou Ferdauci) est un poète persan du Xe siècle. Surnommé « le recréateur de la langue persane », il écrivit la plus grande épopée en langue persane intitulée le Livre des Rois. Il est né dans le village de Badji à côté de la ville de Tous (Khorassan, Iran), vers 940. Il est mort probablement vers 1020.

## Biographie
Ferdowsî (du persan pardis : paradis, que l'arabe a compris comme un pluriel farâdîs dont le singulier est firdaws ou firdaous, revenu en persan sous la forme ferdows) est né dans une famille de dihkans (propriétaires terriens). Selon Nizami, il aurait été de religion musulmane, mais des chercheurs pensent qu'il pouvait aussi suivre les rites zoroastriens. En effet, sa famille s'employait à perpétuer les épopées perses anciennes et zoroastriennes compilées sous les Sassanides en pehlevi. De plus, sa poésie s'inscrivait dans le mouvement de la shu'ubiyya, hostile aux Arabes et à leur préséance dans le monde musulman. 
À partir de ses vingt-cinq ans et pour quarante années, il consacra sa vie à l'écriture de l'épopée nationale persane, pour laquelle il n'obtint de son vivant que peu de reconnaissance, alors même qu'elle allait devenir l'un des textes les plus importants de la littérature persane.
Il se rendit, alors âgé de 65 ans, à Ghazni, en Afghanistan où sa constante recherche d'un protecteur le mit en contact avec l'un plus grands hommes politiques de son temps, le sultan Mahmoud de Ghazni. Il composa, à sa demande, le Shâhnâmeh, histoire des anciens rois de Perse.
Mais tandis qu'il se livrait au travail dans la retraite, ses ennemis le perdirent dans l'esprit du roi.
Celui-ci aurait promis une pièce d'or par vers au poète, mais l'œuvre finale en comptant plus de 60 000, le sultan n'accepta de payer qu'en pièces d'argent. Mal récompensé par ce monarque, il lança contre lui une vive satire et s'expatria. Ils se disputèrent donc pour des questions d'argent mais aussi de religion, et Ferdowsî fut contraint de fuir vers d'autres cours. Sa réputation lui valut la protection du calife abbasside de Bagdad.
Il composa aussi plusieurs poèmes lyriques. Un Youssouf et Zouleïkha, qui narre les aventures de Joseph et de la femme de Putiphar et contient 9 000 vers lui a parfois été attribué ; néanmoins, certains spécialistes estiment qu'il est plutôt de la main d'un poète de la seconde moitié du XIe siècle.
Bien plus tard, Ferdowsî regagna sa ville natale. Regrettant son ingratitude, Mahmoud aurait ordonné qu'il soit finalement payé au juste prix. Quand le convoi arriva à Tous, il en croisa un autre : c'était le cortège funèbre du plus grand poète qui venait de mourir dans le dénuement complet.

## Hommages

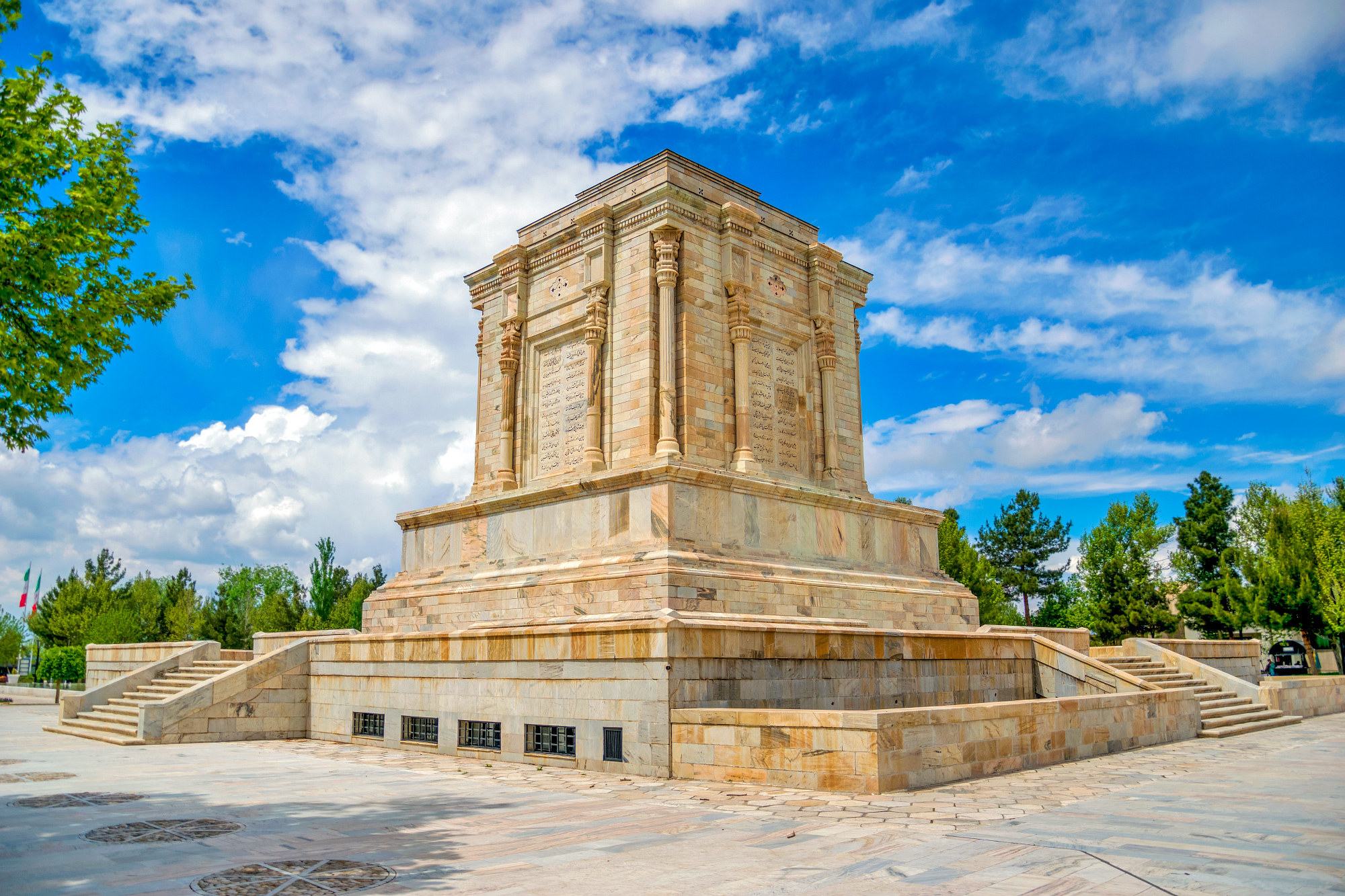
Le tombeau de Ferdowsi à Tous.

- Dans le livre Avicenne de Gilbert Sinoué, Ferdowsî apparaît à quelques reprises comme personnage secondaire.

- On trouve à Bruxelles une avenue Ferdauci à Laeken dans le quartier du Mutsaard[11],[12].
- L'avenue Ferdousi dans le parc Monceau (Paris) porte son nom depuis 1935.
- Victor Hugo raconte sa rencontre fictive avec le poète dans un court poème de La Légende des siècles.

## Quelques vers de Ferdowsî
Au nom du maître de l’âme et de l’intelligence,
au-delà duquel la pensée ne peut aller,
du maître de la gloire, du maître du monde,
du maître de la fortune, de celui qui envoie les prophètes,
du maître de Saturne et de la rotation des sphères,
qui a allumé la lune et l’étoile du matin, et le soleil;
qui est plus haut que tout nom, que tout signe, que toute idée,
qui a peint les étoiles au firmament.
Si tu ne peux voir de tes yeux le Créateur,
ne t’irrite pas contre eux, car la pensée même ne peut atteindre
celui qui est au-delà de tout lieu et de tout nom,
et tout ce qui s’élève au-dessus de ce monde
dépasse la portée de l’esprit et de l’intelligence.
Le Livre des rois. Trad. Jules Mohl.
C'est le livre des rois des anciens temps,

Évoqués dans des poèmes bien éloquents 

Des héros braves, des rois renommés 

Tous un par un,  je les ai nommés

Tous ont disparu au passage du temps

Je les fais revivre grâce au persan 

Tout monument se détruit souvent

À cause de l'averse, à cause du vent 

J'érige un palais au poème persan 

Qui ne se détruira ni par averse ni par vent

Je ne mourrai jamais, je serai vivant

J'ai semé partout le poème persan 

J'ai beaucoup souffert pendant trente ans

Pour faire revivre l'Iran grâce au  persan
- Traduits par Mahshid Moshiri.
- Dictionnaire des poètes renommés persans: À partir de l'apparition du persan dari jusqu'à nos jours, Téhéran, Aryan-Tarjoman, 2007.

## Manuscrit
- Châhnâmeh, manuscrit écrit en 1567 à Chirâz, sur Gallica (lire en ligne)

## Traductions en français
- Le Shah Name publié en persan à Londres par le capitaine Turner Macan (1792-1836)[13], 1829, 4 volumes in-8°. Traduction anglaise par James Atkinson, Londres, 1831. Cet ouvrage a été traduit en français, et publié avec le texte et des commentaires, par Jules Mohl, avec la collaboration de Charles Barbier de Meynard, Paris, 1876-1878, 7 volumes 1878, tome7.
- Histoire de Minoutchehr selon le Livre des Rois, traduction de Jules Mohl, illustrée par Michel Simonidy, L'édition d'art H. Piazza, 1919 (lire en ligne)
- Le Livre des Rois, extraits de la traduction de Jules Mohl choisis par Gilbert Lazard, Éd. Sindbad, Actes Sud, 2002,  (ISBN 978-2742-73832-8)
- Kavé le forgeron, traduction Parviz Abolgassemi, Aix-en-Provence, Presses de l'Université de Provence, 1990,  (ISBN 9782853992442)
- Shâhnâmeh: Le Livre des Rois, Introduction et traduction (intégrale) de Pierre Lecoq, Préface de Nahal Tajahood, Paris, les Belles Lettres, 2019, 1740 p.  (ISBN 978-2-251-45029-2) / (Feuilleter le début du livre)